# Сава (река)
Вижте пояснителната страница за други значения на Сава.
Сава (на босненски: Sava; на словенски: Sava; на сръбски: Сава или Sava и на хърватски: Sava) е река в Словения, Хърватия, Босна и Херцеговина и Сърбия, десен приток на Дунав. Дължина 947 km (с лявата съставяща я река Сава Долинка 992 km), площ на водосборния басейн 97 713 km².

## Географска характеристика

### Извор, течение, устие
Река Сава се образува от сливането на двете съставящи я реки Сава Долинка (45 km, лява съставяща) и Сава Бохитка (41 km, дясна съставяща) водещи началото си съответно от северния и южния склон на планинския масив Триглав (в Юлийските Алпи), на 412 m н.в., при град Радовлица, в северозападната част на Словения. До столицата на Хърватия Загреб, където завършва горното ѝ течение тече през планински и полупланински райони в предимно тясна и дълбока долина. След Загреб навлиза в югозападната част на Среднодунавската низина и до устието си тече по нейната южна периферия, като силно меандрира. Тук течението ѝ е спокойно и коритото ѝ на значително протежение е обградено с водозащитни диги против наводнения. Ширината на коритото ѝ варира от няколко метра в горното течение, около 100 m в района на Загреб и 280 m в устието. Влива се отдясно в река Дунав, при нейния 1170 km, на 69 m н.в., в чертите на град Белград, столицата на Сърбия.

### Водосборен басейн, притоци
На югоизток водосборният басейн на Сава граничи с водосборния басейн на река Велика Морава (десен приток на Дунав), на юг и югозапад – с водосборните басейни на реките Дрин, Неретва, Цетина, Кърка, Зарманя, Изонцо и други по-малки, вливащи се в Адриатическо море и с няколко малки реки, губещи се в безотточните падини на Динарските планини, а на север – с водосборните басейни на река Драва и други по-малки десни притоци на Дунав. В тези си граници площта на водосборния басейн на Сава възлиза на 97 713 km² (11,96% от водосборния басейн на Дунав). Разпределението на водосборния басейн на реката по държави е както следва: Босна и Херцеговина (38 349 km², 39,25%), Хърватия (25 374 km², 25,97%), Сърбия (15 147 km², 15,5%), Словения (11 735 km², 12,01%), Черна гора (6930 km², 7,09%), Албания (179 km², 0,18%).
Основни притоци:
- леви – Савиня (102 km, 1848 km²), Сутла (89 km, 584 km²), Крапина (67 km, 1237 km²), Лоня (133 km, 4259 km²), Илова (105 km, 1796 km²), Орлява (88 km, 1618 km²), Босут (186 km, 2943 km²);
- десни – Кърка (95 km, 2247 km²), Купа (297 km, 10 032 km²), Уна (212 km, 9368 km²), Върбас (250 km, 5023 km²), Укрина (119 km, 1504 km²), Босна (271 km, 10 810 km²), Тиня (99 km, 904 km²), Дрина (346 km, 19 570 km²), Колубара (87 km, 3638 km²)[1].

### Хидроложки показатели
Сава има ясно изразено зимно и пролетно пълноводие в резултат от топенето на снеговете в Алпите и лятно-есенно маловодие, като за реката са характерни лятно-есенни епизодични прииждания в резултат от поройни дъждове във водосборния ѝ басейн. Среден годишен отток при Загреб 255 m³/sec, в устието 1760 m³/sec, максимален над 5000 m³/sec. Сава е най-пълноводния приток на Дунав. Замръзва на отделни по-плитки участъци, но не всяка зима.

## Стопанско значение, градове
Река Сава е плавателна за плиткогазещи търговски съдове до хърватския град Сисак, на 592 km от устието, а за пасажерски кораби – до сръбския град Шабац, на 103 km от устието. В миналото, преди развитието на железопътната мрежа, по нея се е транспортирал дървен материал и други стоки..
По цялото си протежение долината на реката е много гъсто заселена. По-големите селища са градовете:
- Словения – Кран, Любляна, Лития, Тръбволе, Севница, Брежице;
- Хърватия – Загреб, Сисак, Славонски Брод, Гуня;
- Босна и Херцеговина – Босанска Градишка, Босански Брод, Свилай, Босански Шамац, Домалевац, Бръчко;
- Сърбия – Сремска Митровица, Шабац, Обреновац, Белград[2].

## Събития
На 9 септември 1952 г. при устието на реката, в близост до остров Велики Ратни, потъва корабът „Ниш“ със 105 пътници на борда. Също там на 3 април 2000 г. потъва корабаът „Аделина“, загиват общо 15 души.